# Santa Maria (wyspa na Azorach)
Santa Maria – portugalska wyspa pochodzenia wulkanicznego we wschodniej części archipelagu azorskiego zaliczanego do Makaronezji, położona na Oceanie Atlantyckim. Jest to pierwsza wyspa na Azorach w kolejności odkrycia - Diogo de Silves dotarł do niej w 1427 roku podczas podróży z Madery. Jej powierzchnia wynosi 97,18 km², a najwyższy szczyt stanowi wierzchołek Pico Alto (590 m n.p.m.). Największą miejscowością i siedzibą jedynej gminy na wyspie jest Vila do Porto, które zamieszkuje około 5511 mieszkańców. Jest to jednocześnie najstarsza osada na Azorach, założona w 1432 roku.
8 lutego 1989 roku na Santa Maria rozbił się Boeing 707 linii Independent Air, w którym zginęli wszyscy znajdujący się na pokładzie: 137 pasażerów i 7 członków załogi.